# Capitales del fútbol
Capitales del Fútbol (English: Football Capitals) es una serie de documentales producida por ESPN International Marketing Solutions group en colaboración con el estudio 100Bares del ganador de la Academia Juan José Campanella. El programa contiene perfiles de ciudades donde el fútbol es un estilo de vida, originalmente estrenado para Latinoamérica en abril de 2011. En su tercera temporada, el programa se ha expandido incluyendo en los Estados Unidos. Actualmente es la serie más exitosa de ESPN International con cerca de 20 millones de telespectadores. “Capitales” es tanto un documental de viajes como deportivo.
- Datos: Q13933791